# Vagon de dormit
Vagonul de dormit este un tip de vagon de călători care poate acomoda pasagerii în paturi de un fel sau altul, în special cu scopul de a face călătoria de noapte/zi mai odihnitoare. Primele astfel de tipuri de vagoane au fost folosite sporadic pe căile ferate americane în anii 1830 iar paturile puteau fi transformate în scaune pe timpul zilei. Câteva din tipurile mai luxoase au camere private, adica încăperi închise care nu sunt împărțite cu alți pasageri.

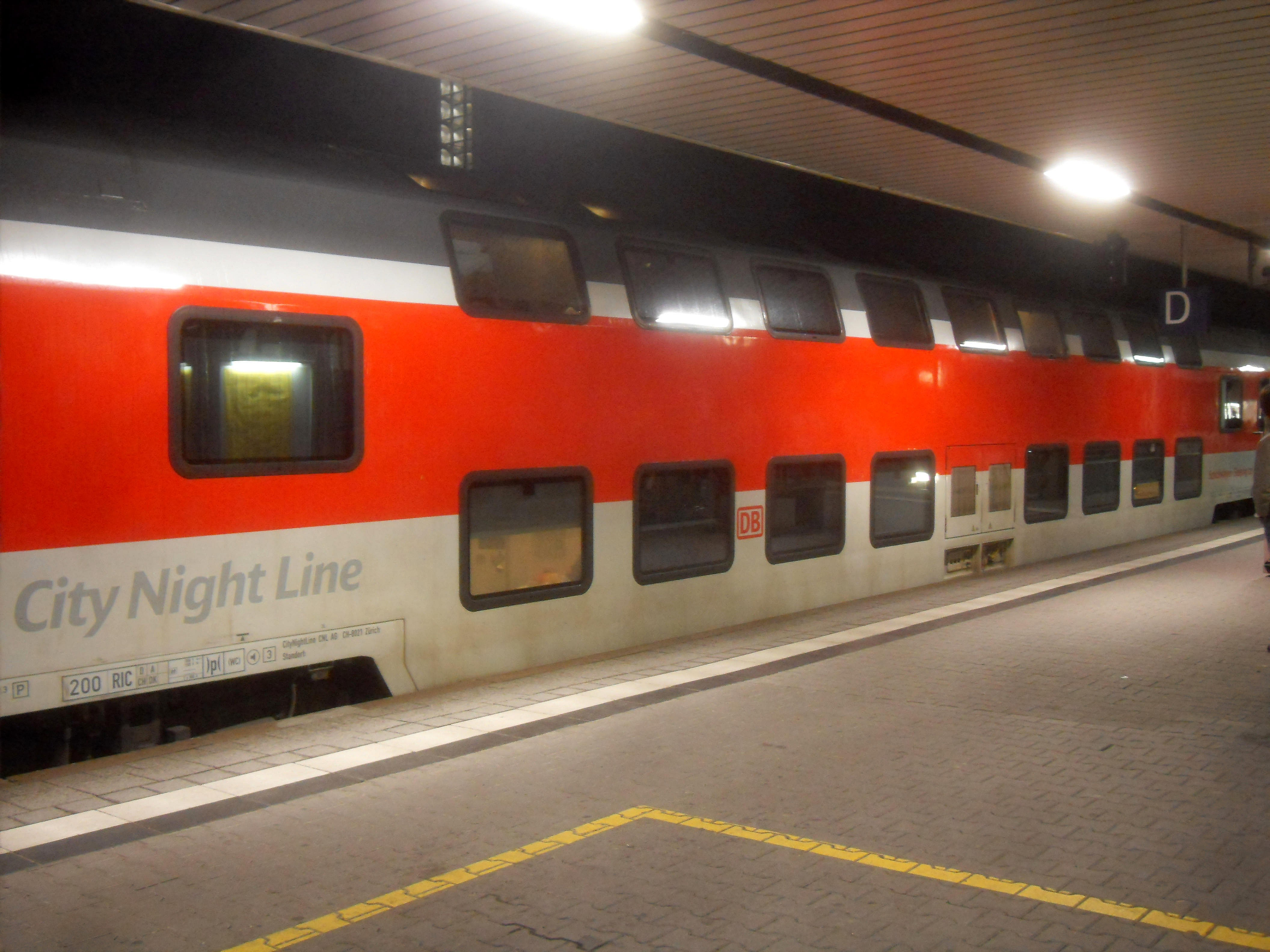
Vagon CityNightLine WLABm171,Mannheim.

Astăzi, în Statele Unite, toate vagoanele de dormit sunt administrate de către Amtrak. Amtrak oferă vagoane de dormit pe majoritatea trenurilor de noapte, utilizând exclusiv vagoane moderne de tipul cameră privată. În Canada toate vagoanele de dormit sunt administrate de VIA Rail Canada, utilizând un amestec de vagoane relativ noi și vagoane de la mijlocul secolului XX îmbunătățite, ultimul tip include atât sistemul de camere private cât și sistemul "public".
Un exemplu de vagon de dormit mai elementar este vagonul cușetă european, care este divizat în compartimente pentru patru sau șase persoane, cu scaune care pot fi transformate în paturi pe timp de noapte. Și mai elementar este vagonul de dormit chinezesc "dur" folosit astăzi, fiind format din paturi fixate care nu pot fi transformate în scaune, într-un spațiu public. Trenurile chinezești oferă și vagoane de dormit "moi" sau delux cu patru sau două paturi per compartiment.

## Istoric
Compania Cumberland Valley Railroad a patentat vagonul de dormit în primăvara anului 1839 cu un vagon numit "Chambersburg", pe cursa dintre Chambersburg și Harrisburg, Pennsylvania. Câțiva ani mai târziu un al doilea vagon, "Carlisle", a fost introdus.
Omul care a făcut afacerea vagoanelor de dormit profitabilă în Statele Unite a fost George Pullman, care a început să construiască un vagon de dormit luxos (numit Pioneer) în 1865. Compania Pullman, înființată ca Pullman Palace Car Company în 1867, a deținut și operat majoritatea vagoanelor de dormit americane până la mijlocul secolului XX, atașându-le la trenurile de pasageri de pe diferite linii; au existat și câteva vagoane de dormit care erau operate de Pullman dar deținute de compania care opera un tronson anume. În perioada apogeului trenurilor de călători americane au existat câteva trenuri operate exclusiv de Pullmanm inclusiv 20th Century Limited de pe New York Central Railroad, Broadway Limited de pe Pennsylvania Railroad, Panama Limited de pe Illinois Central Railroad și Super Chief de pe Atchison, Topeka and Santa Fe Railway.
Vagoanele Pullman erau vopsite într-un "verde de Pullman" închis, deși unele erau vopsite în culorile companiei-gazdă. Vagoanele purtau denumiri individuale dar nu purtau numere vizibile. În anii 1920 compania Pullman a trecut prin câteva etape de restructurare care s-a finalizat printr-o companie parentală, Pullman Incorporated, ce deținea Pullman Company (care deținea și opera vagoanele de dormit) și Pullman-Standard Car Manufacturing Company. Pullman-Standard a continuat să fabrice vagoane de dormit și alte tipuri de vagoane de călători și de marfă până în 1980.

## Vremurile moderne

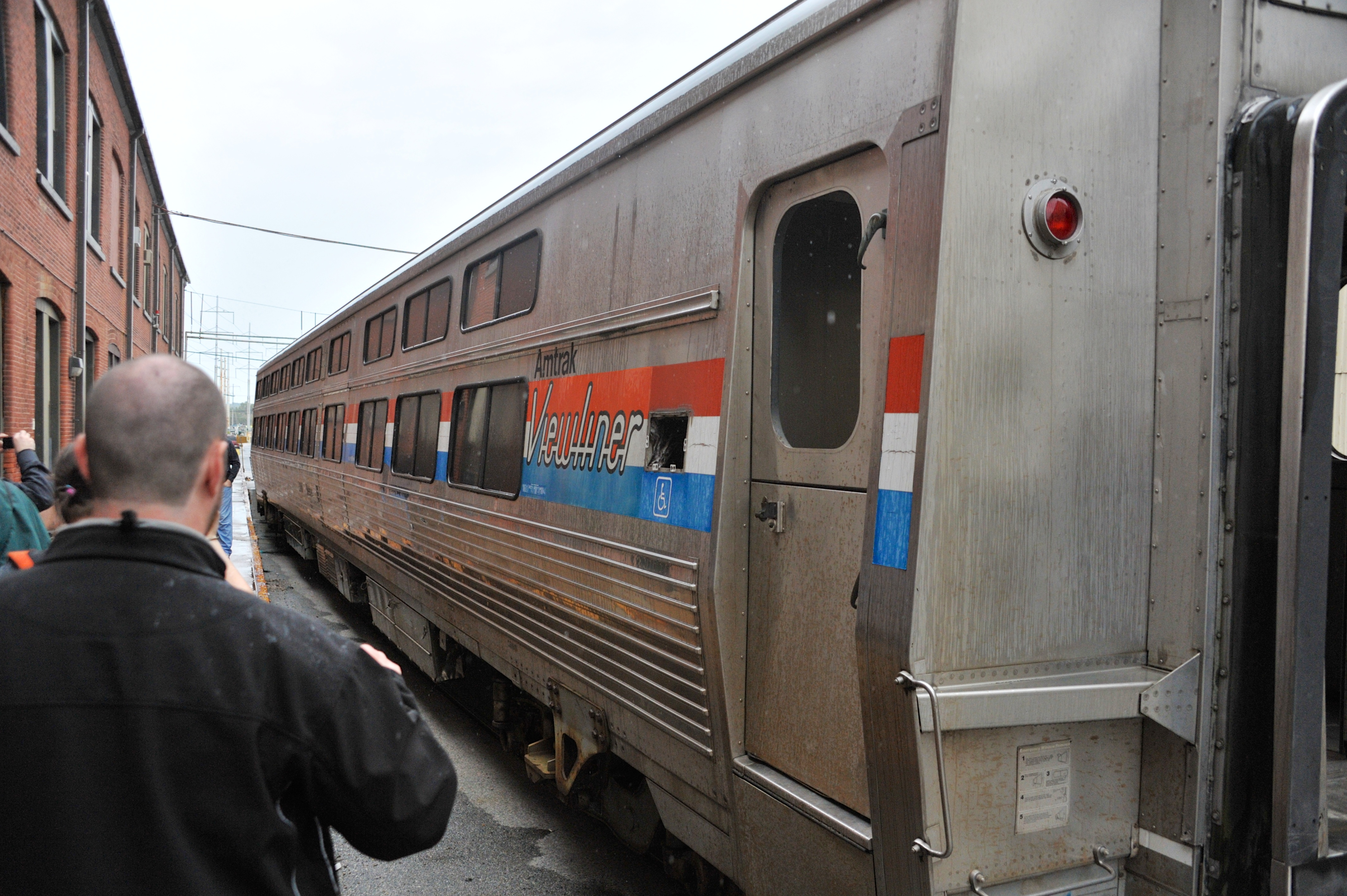
Viewliner.

Astăzi, Amtrak operează două tipuri principale de vagoane de dormit: vagoanele de dormit "Superliner" cu doua nivele, construite de la sfârșitul anilor 1970 până la mijlocul anilor 1990, și vagoanele "Viewliner" cu un singur nivel, construite la mijlocul anilor 1990. În cea mai frecventă configurație a vagonului "Superliner" este divizată în două sectoare, o jumătate conține "dormitoarele" pentru unu, doi sau trei călători care conțin propriile toalete și dusuri; cealaltă jumătate conține "Roomettes" pentru unu sau doi călători plus un bar și o toaletă. Nivelul inferior conține mai multe Roomett-uri; un "dormitor" de familie pentru doi adulți și doi copii; și un "dormitor accesibil" pentru persoanele cu hadicap și însoțitor; plus toalete și un duș.
Vagoanele Viewliner conțin un "dormitor accesibil" pentru persoanele cu handicap și insotitor, cu un duș și toaletă incluse; două "dormitoare" pentru unu, doi sau trei călători, fiecare "dormitor" având propria toaleta și propriul duș; Roomett-uri pentru unu sau doi călători, fiecare având propria toaleta și propriul lavoar; și o cameră de duș la capătul vagonului.